# Beliya
Beliya é um single da dupla de produtores e diretores musicais indiana Vishal-Shekhar com a participação da banda pop britânica The Vamps, lançado no dia 16 de agosto de 2016.

## Composição e interpretação da letra
"Beliya" é uma fusão dos gêneros de música pop e de bollywoodiana. A canção é bastante referida como a celebração de duas culturas pela dupla de produtores, que é enfatizada pelo trecho "Together we're beautiful". A letra da canção conta com trechos em inglês e hindu e com The Vamps cantando os versos e refrão da música, enquanto Vishal-Shekhar canta o trecho pós-refrão.

## Promoção
The Vamps viajou até a Índia para promover a canção com a dupla Vishal-Shekhar num show promocional e nos programas The Kapil Karma Show e The Stage 2.